# Zalika Souley
Zalika Souley (* 7. Oktober 1947 in Niamey; † 27. Juli 2021) war eine nigrische Schauspielerin. Sie galt als erste professionelle Filmschauspielerin aus Afrika südlich der Sahara und Star des nigrischen Kinos der 1960er und 1970er Jahre.

## Leben
Zalika Souley begann ihre Laufbahn als Filmschauspielerin als 19-Jährige im Spielfilm Le retour d’un aventurier unter der Regie von Moustapha Alassane, wo sie Hauptrolle der „Königin Christine“ verkörperte. In weiterer Folge wirkte sie in mehreren Filmen Moustapha Alassanes und Oumarou Gandas mit, den beiden bedeutendsten Regisseuren des nigrischen Kinos der 1960er und 1970er Jahre. Der Niedergang der Filmindustrie Nigers ab den 1980er Jahren wirkte sich negativ auf ihre Karriere aus. Souley war von 1978 bis 1985 bei der staatlichen Rundfunkanstalt ORTN beschäftigt. Danach arbeitete sie als Telefonistin in einem Hotel in Niamey. 1987 bekam sie einen Job als Beraterin im Kulturzentrum Centre Culturel Djado Sékou in Niamey. Ihr Comeback-Versuch mit dem Film Mamy Wata (1989) unter der Regie von Moustapha Diop floppte.
In den 1990er Jahren erhielt Zalika Souley mehrere Ehrungen aus Niger und dem Ausland. Der nigrische Regisseur Jean-Pierre Kaba drehte über sie den Dokumentarfilm Zalika. In finanzieller Hinsicht blieb die Lage der sechsfachen Mutter prekär. In der 1996 beginnenden Regierungszeit von Staatspräsident Ibrahim Baré Maïnassara erhielt sie staatliche Zuschüsse und Förderungen, die nach dem Sturz Baré Maïnassaras im Jahr 1999 gekürzt wurden. Souley wanderte daraufhin im Jahr 2000 in die Vereinigten Staaten aus, wo sie sich mit verschiedenen kleinen Jobs über Wasser hielt. 2003 erschien mit Al’lèèssi ... Une actrice africaine der Regisseurin Rahmatou Keïta erneut ein Dokumentarfilm über die Schauspielerin, der unter anderem auf den Filmfestspielen von Cannes 2005 gezeigt wurde. Souley kehrte 2009 nach Niger zurück. Sie wurde 2018 erste stellvertretende Schatzmeisterin der Fédération des Associations des Cinéastes du Niger, eines neu gegründeten Verbands der Filmorganisationen Nigers unter dem Vorsitz von Harouna Niandou.

## Filmografie
- 1966: Le retour d’un aventurier
- 1969: Cabascabo
- 1971: Le wazzou polygame
- 1972: FVVA: Femme, villa, voiture, argent
- 1973: Saitane
- 1980: L’éxilé
- 1982: Si les cavaliers
- 1983: Aube noire
- 1989: Mamy Wata